# Język autu
Język autu, także: awtuw, kamnum – język sepicki używany w prowincji Sandaun w Papui-Nowej Gwinei. Jest blisko spokrewniony z językami karawa i pouye.